# Erding
Erding (in bavarese Arrdeng o Arrding) è un comune tedesco di 34.402 abitanti, situato nel land della Baviera. È celebre per la sua birra Erdinger Weissbier e per il suo stabilimento termale Therme Erding, che è con 145.000 m² il più grande d'Europa. Il comune è gemellato con il comune calabrese di Belvedere di Spinello, da cui provengono molti immigrati trasferitisi a Erding.
Dal 1° gennaio 2013 è diventato un grande capoluogo distrettuale nel circondario omonimo nella regione amministrativa dell'Alta Baviera. Erding è il capoluogo del circondario di Erding e sede dell'amministrazione distrettuale di quest'ultimo.

## Geografia

### Posizione
La città principale di Erding si trova a circa 30 chilometri a nord-est del centro di Monaco di Baviera e a 31 chilometri a sud-ovest di Landshut, nella regione urbanistica di Monaco. L'aeroporto di Monaco di Baviera si trova a circa dieci chilometri a nord-ovest di Erding, nella Torbiera di Erdinger.
Attraverso Erding scorre il Sempt, un affluente dell'Isar. Scorre ad arco verso est attorno al centro storico di Erding, delimitato a ovest dal Fehlbach, che si dirama dal Sempt.
Nel giugno 2013, i distretti di Altenerding, Bergham/Aufhausen e Langengeisling sono stati gravemente colpiti dall'inondazione del Sempt durante le inondazioni dell'Europa centrale del 2013.

### Struttura comunitaria
Il comune è composto da 25 frazioni (tra parentesi è indicato il tipo di insediamento):
- Altenerding (villaggio parrocchiale)
- Altham (villaggio parrocchiale)
- Ammersdorf (villaggio)
- Aufhausen (villaggio)
- Bergham (villaggio)
- Eichenkofen (villaggio parrocchiale)
- Erding (capoluogo)
- Graß (frazione)
- Heiling Blut (Monastero)
- Indorf (Kirchdorf)
- Itzling (Kirchdorf)
- Kehr (villaggio)
- Kiefing (insediamento singolo)
- Klettham (villaggio parrocchiale)
- Langengeisling (villaggio parrocchiale)
- Neuhausen (frazione)
- Pretzen (villaggio parrocchiale)
- Sankt Paul (villaggio parrocchiale)
- Schollbach (insediamento isolato)
- Siglfing (villaggio)
- Singlding (frazione)
- Straß (insediamento isolato)
- Voggenöd (insediamento isolato)
- Werndlfing (frazione)
- Ziegelstatt (insediamento isolato)

Il territorio comunale comprende i distretti di Altenerding, Erding e Langengeisling.

### Natura
Il territorio comunale è interessato dalle seguenti aree protette:
- La zona paesaggistica protetta di Sempt e Schwillachtal (LSG-00397.01)
- L'area fauna-flora-habitat Strogn con Hammerbach e Köllinger Bächlein (7637-371)

Una formazione di sinterizzazione si trova nella torbiera di Altenerdinger (numero di geotopo 177R003).

## Storia

### Alto Medioevo

La Lange Zeile (Via Larga) di Erding.

Il comune di Altham viene menzionato per la prima volta in un documento nel 742: un membro della famiglia Agilolfinger donò Altham al monastero di Benediktbeuern. L'insediamento di Ardeoingas venne menzionato per la prima volta in documenti risalenti al 788. Il toponimo deriva dal nome personale Ardeo e si riferiva all'odierna Altenerding prima della fondazione della città ducale di Erding nel 1228. Nell'891, re Arnolfo donò la corte reale di Ardeoingas al capitolo della cattedrale di Salisburgo.

### Medioevo

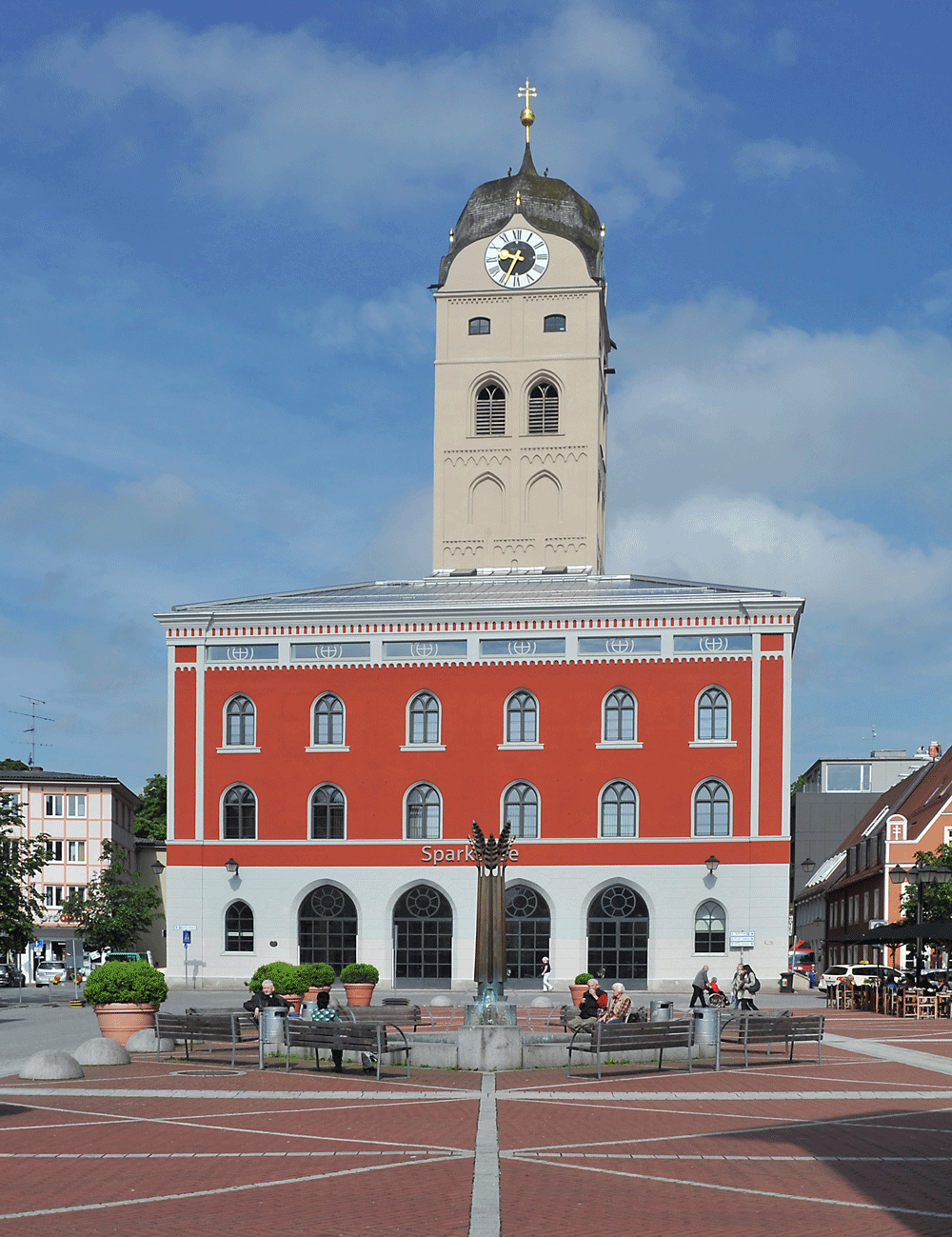
La Schrannenhalle di Erding con la torre della città.

Nel 1228, Erding, fondata dal duca Ludovico di Baviera, ottenne i diritti di città; Erding (come città ducale) fu fondata come sede ducale di fronte al vescovato di Frisinga sulla strada Schongau-Monaco-Landshut. La forma a pera del centro storico è dovuta ai due corsi d'acqua, il Sempt a est e il Fehlbach, scavato artificialmente, a ovest, che hanno conferito alla città il valore di fortezza sull'acqua. Sono ancora presenti piccoli resti del muro, del fossato e del bastione.

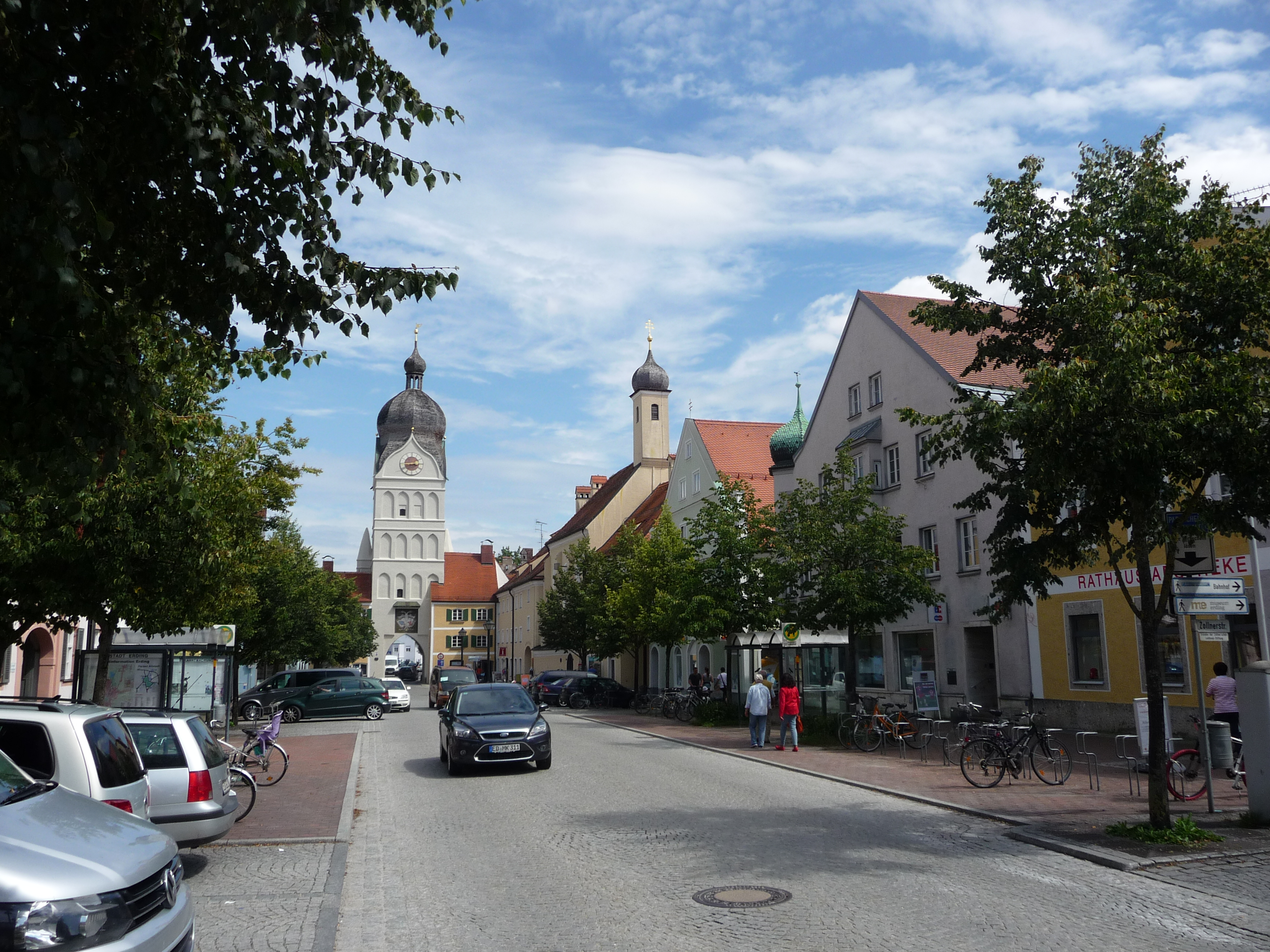
La porta di Landshut.

All'interno del centro storico si trovano le caratteristiche tipiche di una città fondata dai Wittelsbach nel XIII secolo. Un lungo asse nord-sud, lungo circa 400 metri, chiamato Lange Zeile a nord di Schrannenplatz e originariamente costruito come mercato di strada, con una strada che corre da ovest a est e Schrannenplatz al centro. Delle quattro porte originarie della città (la Porta di Monaco a ovest, la Porta di Freising a nord e la Porta dell'Aia a sud), solo la porta orientale, la Porta di Landshut (Bella Torre), è sopravvissuta. Era la porta più grande della città poiché conduceva all'allora capitale Landshut. Il castello cittadino di Erding, distrutto da un incendio nel 1648, si trovava più o meno nelle vicinanze del Gasthof zur Post. Oltre alla sua importanza strategica, in seguito acquisì importanza come centro commerciale, soprattutto per il grano e il bestiame.
Con la prima divisione del paese da parte dei Wittelsbach, Erding venne assegnata alla Bassa Baviera, dove rimase fino all'inizio del XIX secolo. A partire dal 1300 venne costruita in posizione centrale la Erdinger Stadtturm, simbolo stesso della città.
Nel 1503, Erding venne conquistata dal duca Alberto IV di Baviera-Monaco durante la guerra di successione bavarese. Con la fine del conflitto, nel 1506 l'Alta e la Bassa Baviera vennero riunificate. L'Hofmark Altenerding, nel frattempo rivendicato dal Capitolo del Duomo di Salisburgo, venne venduto dai conti di Haag a Johann Jakob Fugger.

## Economia
Ad Erding ha sede il più grande data centre civile in Europa di proprietà della multinazionale Amadeus IT Group.
Nella città di Erding si trova anche il più grande complesso termale dell'intera Europa, con circa 145.000 metri quadrati di superficie.